# Eric Stewart
Eric Stewart (Eric Michael Stewart Droylsden, 20 de Janeiro de 1945) é um cantor e compositor inglês, multi-instrumentista e produtor musical, mais conhecido como membro fundador dos grupos de rock The Mindbenders, com quem tocou de 1963 a 1968, e também de 10cc de 1972 a 1995. Ele gravou dois álbuns solo na década de 1980, Girls (1980) e Frooty Rooties (1982). 

## Discografia
Veja também: discografia 10cc
- Girls (1980)
- Frooty Rooties (1982)
- Do Not Bend (2003)
- Viva La Difference (2009)